# Cenere
Cenere is een roman uit 1904 geschreven door Grazia Deledda. Deze roman is door Febo Mari verfilmd in 1916.

## Verhaal
Het verhaal gaat over een arme vrouw, die haar onwettig kind achter bij pleegouders, in de hoop dat het zo een betere toekomst krijgt. Als aandenken laat ze een amulet achter. Haar zoon probeert zijn hele leven zijn moeder terug te vinden met hulp van de amulet en laat al zijn bezittingen achter zich. Dit is de reden waarom zijn moeder zelfmoord wil plegen. 